# ドナルド・レビン
ドナルド・レビン（Donald Levine、1928年 - 2014年5月22日）はアメリカ合衆国のG.I.ジョー開発者。